# 辛寨子街道
辛寨子街道，是中华人民共和国辽宁省大連市甘井子區下辖的一个乡镇级行政单位。

## 行政区划
辛寨子街道下辖以下地区：
美林园社区、新星社区、华鑫社区、由家社区、大辛寨子村、大东沟村、由家村、砬子山村、前革镇堡村和小辛寨子村。